# Phanerodon atripes
Phanerodon atripes és una espècie de peix pertanyent a la família dels embiotòcids.

## Descripció
- Pot arribar a fer 29 cm de llargària màxima.[6][7]

## Hàbitat
És un peix marí, demersal i de clima subtropical que viu fins als 229 m de fondària a les aigües costaneres i a alta mar.

## Distribució geogràfica
Es troba al Pacífic oriental: des de Bodega Bay (el nord de Califòrnia, els Estats Units) fins a les costes centrals de la Baixa Califòrnia (Mèxic).

## Observacions
És inofensiu per als humans.